# دائرة زمامرة
دائرة الزمامرة هي إحدى دوائر إقليم سيدي بنور، التابع لجهة الدار البيضاء سطات، المملكة المغربية. بلغ عدد سكان هذه الدائرة 120.025 فرداً سنة 2004 حسب الإحصاء الرسمي للسكان والسكنى. يتبع للدائرة 5 جماعات قروية، 19 مشيخة و 232 دوارا.

## التقسيمات الإداريّة
تعتبر دائرة الزمامرة إحدى الدائرتين المشكّلتين لإقليم سيدي بنور، إذ ينقسم هذا الأخير إلى دائرتين هما: دائرة سيدي بنور و دائرة الزمامرة.